# Renze Fij
Renze Fij (Enschede, 26 september 1992) is een Nederlands voetballer die als doelman speelt.

## Carrière
Fij kwam, nadat hij bij Vv Victoria'28 gescout werd, in de jeugd van FC Twente terecht. Op 30 november 2009, als Fij nog officieel deel uitmaakt van de A1 van de Voetbalacademie FC Twente, maakt hij zijn debuut voor de Go Ahead Eagles, die sinds dat jaar ook onderdeel uitmaken van de academie. Hij werd officieel sinds 27 november gehuurd van de voetbalacademie. Fij verving Remko Pasveer die geblesseerd uitviel in het duel tegen Helmond Sport. Het duel werd met 3-2 gewonnen. De volgende wedstrijd was Pasveer echter voldoende hersteld van zijn blessure en was ook reserve-doelman Jasper Heusinkveld weer inzetbaar, waardoor Fij terugkeerde naar de voetbalacademie. In de zomer van 2010 maakte hij de overstap naar de A1 van FC Groningen. In 2012 tekende hij een contract bij Heracles Almelo. Voor deze club maakte hij zijn debuut op 4 februari 2017 uit tegen Willem II (1-3). Fij verving Bram Castro na een rode kaart. In het seizoen 2017/2018 zou hij op huurbasis uitkomen voor FC Dordrecht maar keerde in januari weer terug. Eind juli 2018 ging Fij in Noorwegen voor Florø SK in de OBOS ligaen spelen. In maart 2019 ondertekende hij een contract tot juni bij reeksgenoot Nest-Sotra. In 2020 speelt hij voor Sogndal.

## Carrièrestatistieken
| Seizoen                         | Club               | Competitie      | Competitie | Competitie | Beker | Beker | Internationaal | Internationaal | Overig | Overig | Totaal | Totaal |
| Seizoen                         | Club               | Competitie      | Wed.       | Dlp.       | Wed.  | Dlp.  | Wed.           | Dlp.           | Wed.   | Dlp.   | Wed.   | Dlp.   |
| ------------------------------- | ------------------ | --------------- | ---------- | ---------- | ----- | ----- | -------------- | -------------- | ------ | ------ | ------ | ------ |
| 2009/10                         | FC Twente          | Eredivisie      | 0          | 0          | 0     | 0     | 0              | 0              | 0      | 0      | 0      | 0      |
| 2009/10                         | → Go Ahead Eagles  | Eerste divisie  | 1          | 0          | 0     | 0     | 0              | 0              | 0      | 0      | 1      | 0      |
| 2010/11                         | FC Groningen       | Eredivisie      | 0          | 0          | 0     | 0     | 0              | 0              | 0      | 0      | 0      | 0      |
| 2011/12                         | FC Groningen       | Eredivisie      | 0          | 0          | 0     | 0     | 0              | 0              | 0      | 0      | 0      | 0      |
| 2011/12                         | → SC Veendam       | Eerste divisie  | 0          | 0          | 0     | 0     | 0              | 0              | 0      | 0      | 0      | 0      |
| 2012/13                         | Heracles Almelo    | Eredivisie      | 0          | 0          | 0     | 0     | 0              | 0              | 0      | 0      | 0      | 0      |
| 2013/14                         | Heracles Almelo    | Eredivisie      | 0          | 0          | 0     | 0     | 0              | 0              | 0      | 0      | 0      | 0      |
| 2014/15                         | Heracles Almelo    | Eredivisie      | 0          | 0          | 0     | 0     | 0              | 0              | 0      | 0      | 0      | 0      |
| 2015/16                         | Heracles Almelo    | Eredivisie      | 0          | 0          | 1     | 0     | 0              | 0              | 0      | 0      | 1      | 0      |
| 2016/17                         | Heracles Almelo    | Eredivisie      | 1          | 0          | 0     | 0     | 0              | 0              | 0      | 0      | 1      | 0      |
| 2017/18                         | FC Dordrecht       | Eerste divisie  | 14         | 0          | 0     | 0     | 0              | 0              | 0      | 0      | 14     | 0      |
| 2018                            | Florø SK           | 1. divisjon     | 11         | 0          | 0     | 0     | 0              | 0              | 0      | 0      | 11     | 0      |
| 2019                            | Nest-Sotra Fotball | 1. divisjon     | 30         | 0          | 1     | 0     | 0              | 0              | 0      | 0      | 31     | 0      |
| Carrière totaal                 | Carrière totaal    | Carrière totaal | 57         | 0          | 2     | 0     | 0              | 0              | 0      | 0      | 59     | 0      |
| Bijgewerkt tot 17 november 2019 |                    |                 |            |            |       |       |                |                |        |        |        |        |